# Zlatá Idka
Zlatá Idka (v minulosti Zlatá Ida, německy Goldeidau, Goldidka, Guldeneidten, maďarsky Aranyidka, Aranyida) je obec na Slovensku v okrese Košice-okolí v Košickém kraji.

## Historie

### Těžba zlata
První historická zmínka o obci je z roku 1349, kdy jí bylo uděleno horní právo a Zlatá Idka byla uvedena jako obec s rychtářem a s královským dolem na těžbu zlata a stříbra. Zlato se rýžovalo také v potoce Ida. Vytěžený drahý kov byl používán pro ražbu mincí. Historie obce se odráží také v jejím znaku, v jehož středu jsou dvě překřížená hornická kladiva. Šestisetletá historie hornictví ve Zlaté Idce skončila v roce 1939.

### Hornické osady
Obec tvořilo několik menších osad, které vznikly při jednotlivých dolech a zařízeních na úpravu vytěžené rudy (například osady Rieka, Koncu Vieska, Hutná či Brajnerka) . Do 21. století se dochovalo pět místních částí obce: Rieka, Valal, Koncuveské, Veské a Skalka.

## Geografie a geomorfologie
Zlatou Idku tvoří osady, které se nacházejí v údolí řeky Idy mezi vrcholy Volovských vrchů Kojšovská hoľa (1246 m n. m.) a Okrúhla (1089 m n. m.) v geomorfologickém podcelku Kojšovská hoľa na severu a Kobylia hora (882 m n. m.) na jihu. Obcí protéká řeka Ida, která se o 7 km díle na východ poblíž Hýľova vlévá do vodní nádrže Bukovec.

## Charakter obce
Obec Zlatá Idka má rekreační charakter, což je dáno její geografickou polohou a relativně malou vzdáleností od metropole východního Slovenska Košic. Počet chalupářů a víkendových návštěvníků je zhruba stejný, jako počet v obci trvale žijících obyvatel. Jádro obce s kostelem se nachází ve vyvýšené poloze na sever od řeky Idy. Východní část obce tvoří tzv. Pinčský kút, na jihu se nachází Koncu Vieska, na západě Hutná a rekreační středisko Hutných staveb. Na jižních a východních svazích Kojšovské hole se nachází lyžařské středisko Skipark Erika s pěti sjezdovkamim horskou chatou a dalším zázemím. K horskému areálu vede ze západní části obce Zlatá Idka dvousedačková lanovka..

## Památky
- Zvonice – v místní části Rieka se nachází zvonice, někdy též nesprávně označovaná jako klopačka. Zvonice byla postavena v roce 1823 v období výstavby hutě na zpracování stříbrných rud. Zvonice je zapsaná v Ústředním seznamu slovenských památek pod evidenčním číslem 4387. Zvonice je ve vlastnictví obce a je v ní zřízeno místní muzeum.
- Štola Breuner (slovensky Štôlňa Breuner) – byla založena ve 40. letech 19. století v nadmořské výšce 630 metrů poblíž dolinky Sandrová. Štola je zapsaná pod evidenčním číslem 4388 na Ústředním seznamu památek Slovenské republiky.
- Budova báňské správy (později hostinec) – barokní objekt, který byl vybudován v roce 1767 v místní části Rieka.

V okolí Zlaté Idky se nacházejí četné další připomínky její hornické minulosti – jsou to například antropogenní útvary (rýžoviště, sejpy) na březích Idy, dále haldy a pozůstatky některých provozních objektů. .

## Občanská vybavenost a infrastruktura
Ve Zlaté Idce se nachází obecní úřad, církevní objekty, kulturní dům, pošta, škola a obchody se smíšeným zbožím. Jsou zde též ubytovací zařízení pro návštěvníky této rekreační oblasti. Do obce zajíždějí příměstské autobusové linky z Košic.